# Apomarsupella africana
Apomarsupella africana är en bladmossart som först beskrevs av Franz Stephani och Bonner, och fick sitt nu gällande namn av Rudolf Mathias Schuster. Apomarsupella africana ingår i släktet Apomarsupella och familjen Gymnomitriaceae. Inga underarter finns listade i Catalogue of Life.